# Trespotz e Rassièls
Trespotz e Rassièls (en francès Trespoux-Rassiels) és un municipi francès situat al departament de l'Òlt i a la regió d'Occitània.

## Demografia
| 1962                                       | 1968 | 1975 | 1982 | 1990 | 1999 | 2006 |
| ------------------------------------------ | ---- | ---- | ---- | ---- | ---- | ---- |
| 104                                        | 105  | 216  | 419  | 574  | 666  | 725  |
| Des de 1962: població sense dobles comptes |      |      |      |      |      |      |

## Administració
| Període | Identitat           | Partit |
| ------- | ------------------- | ------ |
| 2001-   | Christiane Soubirou |        |

## Personatges il·lustres
- Silvan Tolze, escriptor occità, fou sacerdot a Trespotz e Rassièls.